# یلنا بلاگویویچ
یلنا بلاگویویچ (انگلیسی: Jelena Blagojević؛ زادهٔ ۱ دسامبر ۱۹۸۸) بازیکن والیبال اهل صربستان است.